# Französische Meisterschaften im Skispringen 2018
Die französischen Meisterschaften im Skispringen 2018 fanden am 30. März und 1. April in Prémanon auf der Normalschanze Les Tuffes statt. Bei den Männern holte Jonathan Learoyd seinen ersten französischen Meistertitel, während Julia Clair französische Meisterin bei den Frauen wurde. Aufgrund zu starken Windes wurde bei beiden Einzelspringen jeweils nur ein Wertungsdurchgang abgehalten. Beim Teamspringen gingen die Nordischen Kombinierer Jason Lamy Chappuis, Edgar Vallet und Laurent Muhlethaler sowie  Ronan Lamy Chappuis aus dem Département Jura (Region Bourgogne-Franche-Comté) siegreich hervor. Coline Mattel gab einen Tag vor Beginn der Meisterschaften ihr Karriereende bekannt und nahm daher nicht mehr an den Wettbewerben teil. Allerdings sprang sie im Rahmen der Meisterschaften ein letztes Mal von der Schanze, wobei ihr am Auslauf eine Hommage dargeboten wurde. Darüber hinaus beendete Jason Lamy Chappuis mit seinem zwölften nationalen Titel nach den Meisterschaften seine Karriere. Als Wettkampfleiter fungierte der ehemalige Nordische Kombinierer Geoffrey Lafarge. Jérôme Gay war als einer der fünf Sprungrichter im Einsatz.

## Austragungsort
| \| Prémanon \| |
| Prémanon       |

| Prémanon |

## Programm und Zeitplan
Die Meisterschaften fanden im Rahmen der nordischen französischen Skimeisterschaften statt und wurden somit parallel zu den Meisterschaften im Biathlon, Skilanglauf und der Nordischen Kombination ausgetragen. Dies hatte eine genau Taktung der Wettbewerbe zur Folge, weshalb unter anderem zwischen dem ersten Durchgang und dem Finaldurchgang bei den Einzelspringen eine solch lange Pause lag, in der die Single-Mixed-Staffel im Biathlon die Aufmerksamkeit auf sich ziehen sollte. Darüber hinaus fanden die Preisverleihungen gemeinsam statt. Im folgenden Zeitplan der französischen Meisterschaften im Skispringen wird nicht nach Geschlecht differenziert, da die Wettbewerbe zeitgleich angesetzt wurden.
| Datum         | Uhrzeit | Ereignis                |
| ------------- | ------- | ----------------------- |
| Fr., 30. März | 12:00   | Probedurchgang          |
| Fr., 30. März | 13:00   | Erster Durchgang Einzel |
| Fr., 30. März | 15:15   | Finaldurchgang Einzel   |
| Fr., 30. März | 17:00   | Preisverleihung         |
| Sa., 31. März |         | Freier Tag              |
| So., 1. April | 10:00   | Probedurchgang          |
| So., 1. April | 11:00   | Erster Durchgang Team   |
| So., 1. April | 13:00   | Finaldurchgang Team     |
| So., 1. April | 15:30   | Preisverleihung         |

## Ergebnisse

### Frauen Einzel
Die französischen Meisterschaften der Frauen fanden am 30. März 2018 statt. Es nahmen zehn Athletinnen teil.
| Platz | Name              | Verein            | Weite  | Punkte |
| ----- | ----------------- | ----------------- | ------ | ------ |
| 01.   | Julia Clair       | SC Xonrupt        | 84,0 m | 117,5  |
| 02.   | Lucile Morat      | CS Courchevel     | 86,0 m | 116,0  |
| 03.   | Léa Lemare        | CS Courchevel     | 85,0 m | 115,0  |
| 04.   | Romane Dieu       | CS Courchevel     | 81,5 m | 106,5  |
| 05.   | Joséphine Pagnier | RC Chaux-Neuve    | 76,0 m | 098,0  |
| 06.   | Océane Paillard   | Olympic Mont d’Or | 74,5 m | 093,5  |
| 07.   | Léna Brocard      | US Autranaise     | 63,5 m | 070,0  |
| 08.   | Emma Tréand       | Olympic Mont d’Or | 62,0 m | 066,5  |
| 09.   | Ambre Turrel      | CS Courchevel     | 54,0 m | 050,0  |
| 10.   | Marine Bressand   | CS Chamonix       | 53,0 m | 047,5  |

### Männer Einzel
Am Einzelspringen der Männer vom 30. März 2019 nahmen 48 Athleten, darunter vier von der Medaillenvergabe ausgeschlossene Schweizer, teil. Der nur ein Durchgang umfassende Wettbewerb wurde zwar von drei verschiedenen Startluken abgehalten, die besten Zehn gingen jedoch alle aus der 13. Startluke vom Balken.
| Platz | Name                | Verein            | Weite  | Punkte |
| ----- | ------------------- | ----------------- | ------ | ------ |
| 01.   | Jonathan Learoyd    | CS Courchevel     | 93,5 m | 134,2  |
| 02.   | Ronan Lamy Chappuis | SC Bois d’Amont   | 89,0 m | 125,7  |
| 02.   | Thomas Roch Dupland | SC Saint-Gervais  | 89,0 m | 125,7  |
| 04.   | Maxime Laheurte     | AS Gérardmer      | 88,5 m | 125,2  |
| 05.   | Laurent Muhlethaler | Prémanon SC       | 87,0 m | 120,2  |
| 05.   | Killian Peier       | SC Vallée de Joux | 86,0 m | 120,2  |
| 07.   | Edgar Vallet        | CSR Pontarlier    | 86,0 m | 119,2  |
| 08.   | Paul Brasme         | US Ventron        | 85,5 m | 118,7  |
| 09.   | Naokin Jacquel      | AS Gérardmer      | 85,0 m | 116,7  |
| 09.   | Alessandro Batby    | CS Courchevel     | 85,0 m | 116,7  |
| 11.   | Antoine Gérard      | US Ventron        | 84,0 m | 115,7  |
| 12.   | Jason Lamy Chappuis | SC Bois d’Amont   | 85,5 m | 114,3  |
| 13.   | Jack White          | CS Courchevel     | 80,5 m | 106,7  |
| 13.   | Mathis Contamine    | CS Courchevel     | 81,0 m | 106,7  |
| 15.   | Enzo Milési         | SC Nancéen        | 80,5 m | 106,2  |

| Platz | Name             | Verein            | Weite  | Punkte |
| ----- | ---------------- | ----------------- | ------ | ------ |
| 16.   | Valentin Foubert | CS Courchevel     | 75,5 m | 098,2  |
| 17.   | Olan Lacroix     | Les Diablerets    | 74,5 m | 095,2  |
| 18.   | François Braud   | CS Chamonix       | 75,0 m | 094,7  |
| 19.   | Gaël Blondeau    | SC Mont Noir      | 74,0 m | 093,7  |
| 20.   | Nicolas Didier   | SC Xonrupt        | 74,0 m | 093,2  |
| 21.   | Lilian Vaxelaire | SC Xonrupt        | 73,0 m | 091,2  |
| 22.   | Maël Tyrode      | SC Les Fourgs     | 71,5 m | 085,8  |
| 23.   | Yoann Morel      | US Autranaise     | 69,0 m | 084,5  |
| 24.   | Adrien Caron     | Ski Rousses       | 68,5 m | 081,7  |
| 25.   | Tanguy Laheurte  | AS Gérardmer      | 70,5 m | 081,3  |
| 26.   | Jules Chervet    | CS Chamonix       | 69,5 m | 079,8  |
| 27.   | Mattéo Baud      | Olympic Mont D’Or | 68,0 m | 079,2  |
| 28.   | Tom Rochat       | SC Xonrupt        | 68,5 m | 076,8  |
| 29.   | Brice Ottonello  | CS Chamonix       | 66,5 m | 075,7  |
| 30.   | Janne Perini     | CSN Stella Alpina | 66,0 m | 074,7  |

### Team
Das Teamspringen fand zum Abschluss der Meisterschaften am 1. April statt. Es gingen überwiegend reine Männer-Teams an den Start, jedoch nahmen vereinzelt auch gemischte Teams am Wettkampf teil. Insgesamt waren zehn Teams am Start. Es war der letzte Wettbewerb in der Karriere des Jason Lamy Chappuis, den er unter anderem gemeinsam mit seinem Cousin siegreich abschloss. Es gingen 13 Teams an den Start.
| Platz | Team         | Namen                                                                    | Punkte                  | Gesamt |
| ----- | ------------ | ------------------------------------------------------------------------ | ----------------------- | ------ |
| 01.   | Jura I       | Jason Lamy Chappuis Edgar Vallet Laurent Muhlethaler Ronan Lamy Chappuis | 251,0 250,8 253,8 253,7 | 1009,3 |
| 02.   | Vosges I     | Paul Brasme Naokin Jacquel Antoine Gérard Maxime Laheurte                | 253,0 213,3 259,8 225,2 | 0951,3 |
| 03.   | Savoie I     | Mathis Contamine Jack White Alessandro Batby Jonathan Learoyd            | 246,0 217,8 220,3 236,2 | 0920,3 |
| 04.   | Mont Blanc I | François Braud Brice Ottonello Enzo Milési Thomas Roch Dupland           | 235,3 191,3 210,8 263,2 | 0900,6 |
| 05.   | Savoie II    | Valentin Foubert Romane Dieu Léa Lemare Lucile Morat                     | 193,5 203,3 203,8 187,2 | 0787,8 |